# Латиська міфологія
Латиська міфологія — це сукупність міфів, які виникли протягом історії Латвії, доповнювалися наступними поколіннями, та іноді відкидалися та замінювалися іншими пояснювальними наративами. Ці міфи, в основному, походять від праіндоєвропейських практик, пізніших народних традицій латиського народу і дохристиянської балтійської міфології. Латвійська міфологія використовується, зокрема, як інструмент для реконструкції та аналізу історичних язичницьких вірувань і національної ідентичності Латвії. Найдрібніші деталі більшості, якщо не всіх цих міфів, варіюються залежно від регіону, а іноді навіть від родини.

## Різниця слов'янської та латиської міфології
По перше, балто-слов'янські племена ще за часів існування балто-слов'янської єдності перетиналися з різними іншими племенами. На території південної Латвії предки сучасних латишів перетиналися з племенем лівів. І яскраво вираженими у міфології латишів є елементи лівської міфології. Особливістю її є значне переважання жіночого божественного начала. Саме звідси в латиських піснях понад 60 «матерів» («mates»). Цим вони відрізняються навіть від литовських та інших балтійських вірувань. Ці духи є покровителями різних явищ природи та людської діяльності. До речі, одним із наслідків цієї особливості є прагнення латишів не згадувати про ворожі людині злі потойбічні сили. А у випадку необхідності їх присутності — прагнення їх облагородити, згладити їх шкідливий вплив. Іноді це міняє суть цього божества чи духа до невпізнання.
Другою особливістю латиської міфології є згадки про жіночі та чоловічі божества, які виступають часто разом і виконують однакові функції (наприклад, Дієвас і Лайма). Можна реконстроювати подібні особливості і в східних слов'ян, хоча наразі збереглося недостатньо джерел для того, щоби стверджувати це остаточно.

## Латиська міфологія про душі
В латиських народних піснях докладно описують життя на «горі душ». Там вони пасуть худобу, грають на сопілці, варять пиво, навіть одружуються. В українців збереглися подібні свідчення, люди вірили, що далеко на сході є гора, за якого сходить сонце або ж острів, який називається Вирій або Рай. Митрополит Іларіон у своїй книзі «Дохристиянські вірування українського народу» писав, що до Раю людина буде дряпатися на круту гору.
Коли їх кличуть потомки, душі приходять пригощатися туди, де горять свічки, накритий стіл та господар промовив формулу-заклик. Це — подяка живих душам за те, що вони турбуються про них. Потім душі котяться у хату — малі через відчинені вікна, великі — через відчинені двері. За латиським повір'ям, побачити їх можна, якщо дивитися собі між ногами з боку спини, але горе тому, хто їх побачить. Схожі душі на людей, якими були за життя, але іноді перетворюються на кішку, собаку або курку. Наступного дня дивляться, що з'їли душі та женуть їх мітлою й сокирою. При цьому говорять: «Їли, пили, душки, тепер геть, геть». Але господар обіцяє душам пригостити їх наступного року, якщо вони добре виконуватимуть свої функції.

## Латиська міфологія про домовиків, лісовиків тощо
Міфологічна постать домовика взагалі зафіксована лише на кордоні слов'янських та латиського етносів. Багато вчених вважають, що це просто вплив сло'вян на латишів. Функції у нього такі ж, як у домовиків слов'ян. Те ж саме стосується лісовика. У латиській міфології є істота, яка лякає подорожніх у лісі та примушує блукати — Vadatajs (щось схоже на слов'янського Переплута).
В латиських піснях та легендах багато уваги та поваги у зв'язку з вищезгаданим до різних матерів, пов'язаних із лісом — Матері лісів, Матері кущів, Матері вітрів тощо.
Про водяника у латиській міфології майже не згадується. Його функції перебрали на себе Матері морів, озер, річок тощо. Їх особливостями є пасивне споглядання реальної дійсності, тобто вони й не злі, і не добрі.

## Латиська міфологія про вовкулаків та чортів
Деякі дослідники взагалі вважають вовкулаків чисто латиськими міфологічними істотами. Це — питання суперечливе. Але факт, що у латиській демонології є ціла система, яка регламентує, що робити, щоб вберегтися від зустрічі з вовкулакою (вілкатісом латиською мовою)і як відрізнити справжнього вовка від вовкулаки та як повернути вілкатіса до звичайного людського існування.
Чорт латиською jods і це за інтенсивністю своєї шкідливої діяльності щось більше схоже на дрібного біса.

## Окремі латиські божества
Діевс — найвищий Бог, що живе на небі, «Батько неба». Звичайно не є діючою особою міфів, хоча йому підкоряється все, включно з грізним богом Перконісом (Перкунасом).
Перконіс (Перкунас) — найдієвіший персонаж міфів, бог грому та блискавки.
Велс — бог худоби (корів, биків, свиней) і одночасно того світу. Пов'язаний з нижнім світом, смертю, але одночасно з плодючістю. Латиші уявляли потойбічний світ у вигляді пасовища.
Лайма — богиня щастя й долі. Допомагає при пологах та оберігає худобу.